# Ligyra bombyliformis
Ligyra bombyliformis är en tvåvingeart som först beskrevs av Macleay 1826.  Ligyra bombyliformis ingår i släktet Ligyra och familjen svävflugor. Inga underarter finns listade i Catalogue of Life.